# Línea 120 (Rosario)
Línea 120 es una línea de transporte urbano de pasajeros de la ciudad de Rosario, Argentina. El servicio está actualmente operado por la empresa Movi.
Anteriormente el servicio de la línea 120 era prestado desde sus orígenes y bajo la denominación de línea 59 por Cooperativa Obrera General Azcuénaga Limitada, luego por Transportes Automotores General Azcuénaga S.R.L. -T.A.G.A. S.R.L.- (Cambiando en 1986 su denominación a línea 120), U.T.E. Ovidio Lagos, Transportes Automotores Molino Blanco S.R.L., posteriormente por la Sociedad del Estado Municipal para el Transporte Urbano Rosario -SEMTUR- hasta el 31 de diciembre de 2018, ya que desde el 1° de enero de 2019 es administrada por la empresa Movi.

## Recorridos

### 120
Servicio diurno y nocturno.
|  | KBHFa |

|  | BHF |

|  | BHF |

|  | BHF |

|  | STR+lBUEq |

|  | BHF |

|  | BHF |

|  | BHF |

|  | BHF |

|  | BHF |

|  | BHF |

|  | BHF |

| BUS2 | DST |

|  | BHF |

|  | BHF |

|  | BHF |

|  | BHF |

|  | BHF |

|  | BHF |

|  | BHF |

|  | BHF |

| BUS2 | DST |

|  | BHF |

|  | KBHFe |